# Joseph François Piscador
Joseph François Piscador (Gent, 27 mei 1866 - Wilsele, 31 januari 1928) was een Belgische architect, aanhanger van de neogotiek.

## Biografie

### Familierelaties
Joseph François Piscador was de zoon van Pierre Piscador (°1842 †1920), een timmerman uit Wetteren, en van Josephine Blondeau. Hij was de eerstgeborene uit een gezin van acht kinderen.
Na zijn opleiding werkte en woonde Piscador te Leuven waar hij zich gestaag integreerde in de vooraanstaande Franstalige katholieke burgerij. Hij trad in het huwelijk met Hélène Antoinette Van Aerschodt (°1872 †1928).
Uit dit huwelijk zagen twee kinderen het levenslicht :
- Marie Piscador (°1897 †1970) en
- Raoul Piscador (°1899 †1954).

### Opleiding en loopbaan
In het atelier van zijn vader begon Joseph François reeds op zeer jonge leeftijd met het tekenen van houten gebouwen. Naderhand studeerde hij in de Gentse Sint-Lucasschool. Hij ontving er van Jean-Baptiste de Bethune opleiding met betrekking tot de neogotische architectuur.
Piscador was een uitmuntende student : in 1889 behaalde hij de Grote Prijs van de architectuur.
de Bethune formuleerde aanbevelingen in verband met zijn leerling, bij de invloedrijke Leuvense architect Joris Helleputte die vooreerst hoogleraar was aan de Katholieke Universiteit van Leuven, maar omstreeks die tijd interesse ontwikkelde voor een politieke loopbaan en nadien -in de Belgische regering- minister van Posterijen, Spoorwegen en Telegrafie werd.
Piscador leverde zijn eerste prestaties in samenwerking met Helleputte en vestigde zich omwille van zijn beroepsactiviteiten te Leuven.
In 1892 en 1893 restaureerde hij de Sint-Gangulfuskerk te Paulatem. Dit was wellicht een van zijn eerste grote werken.
Vanaf 1896 begon hij een eigen stijl te ontwikkelen.
Op verzoek van de reguliere Augustijner-kanunnik Armand Thiéry trok Piscador verscheidene gebouwen op.
Zo construeerde hij in 1895 en 1896 de rechtervleugel alsook de kapel van het Leo XIII-seminarie aan de Andreas Vesaliusstraat te Leuven. Dit complex was ontworpen door Joris Helleputte, maar die beperkte zijn leiding tot de bouw van de linkervleugel alleen.
Enkele jaren later, in 1899, wees kanunnik Thiéry aan Piscador een nieuwe opdracht toe : met name de constructie van het huis Sint-Jan Evangelist, aan de hoek van de Vesaliusstraat met de Tiensestraat. Dit bouwwerk was bedoeld om er de universitaire drukkerij WARNY in onder te brengen.
Snel daarna, van 1900 tot 1902, richtte Piscador op een smalle grondstrook achter het seminarie, het Heilig-Harthuis op. 
Twee jaar later, in 1904, bouwde hij -nog steeds in opdracht van Thiéry- in de Tiensestraat het Sint-Annahuis. Dit pand omvatte onder meer de toegangspoort tot het seminarie.
In 1908 verwezenlijkte hij het Sint-Jozefshuis dat een verbinding vormde tussen het Heilig-Hart- en het Sint-Annahuis.
Een belangrijke opdracht was de restauratie van de Sint-Geertrui-abdij vanaf 1912 tot 1925.
De relatie met bouwheer kanunnik Armand Thiéry (die eveneens architect was) verzuurde echter toen deze laatste zich te veel met de uitvoering van het werk aan de abdij begon te bemoeien, en de geschillen betwist werden, hetzij voor de Commissie der Monumenten, hetzij voor de gemeenteraad.
Omwille van zijn verdiensten en bekwaamheden benoemde de Leuvense Orde der Architecten Piscador tot voorzitter.
Joseph François Piscador, die bekend stond als een zachte, gevoelige, rustige en werkzame man, overleed op 31 januari 1928 in zijn buitenverblijf Het Puthof te Wilsele. Hij werd ter aarde besteld op het Groot Kerkhof van de Stad Brussel, te Schaarbeek.

## Werken

Leo XIII-seminarie, ontworpen door Joris Helleputte. De bouw van de rechtervleugel en de kapel werd geleid door architect J.F. Piscador.

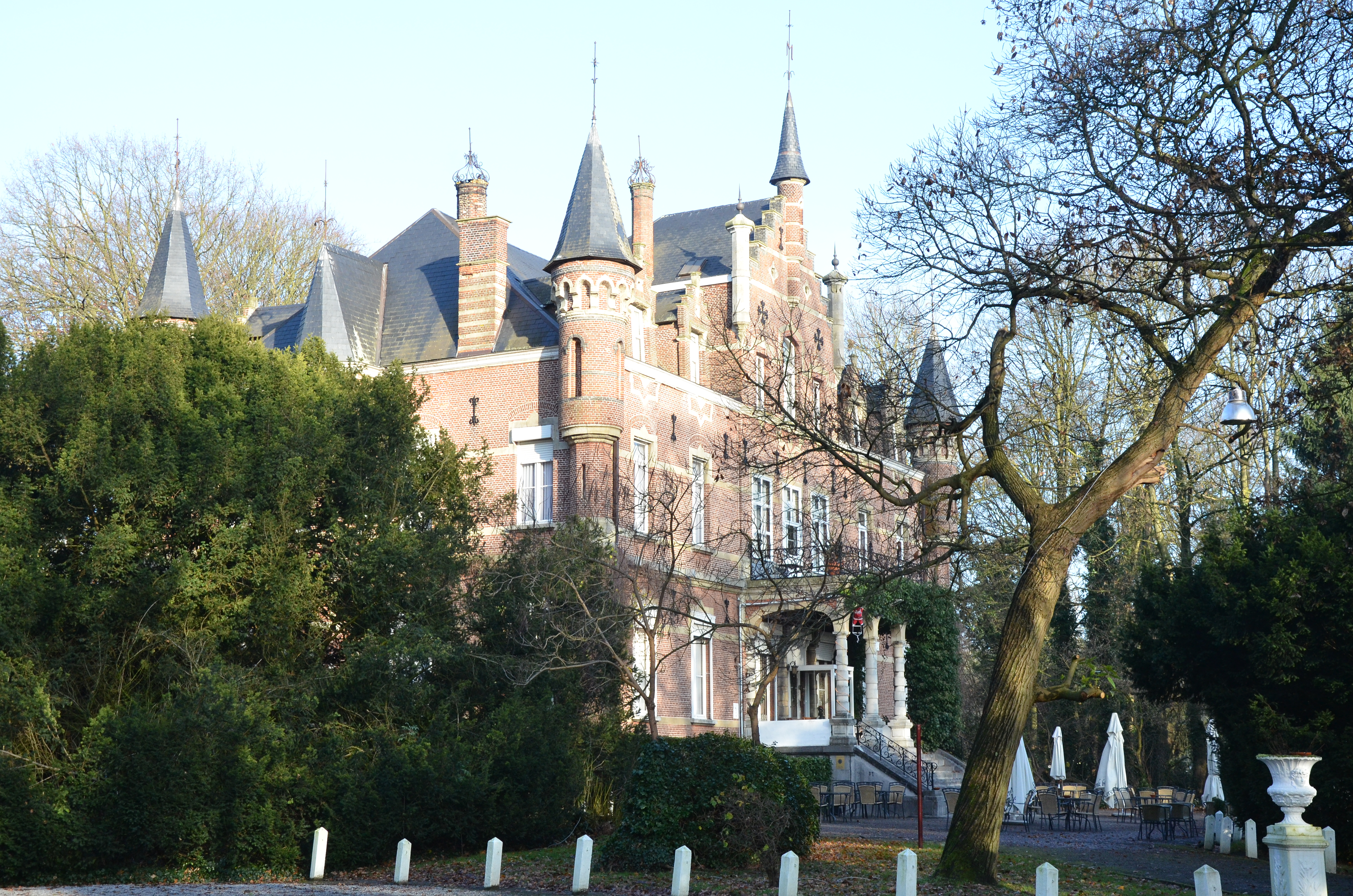
Kasteel Meerlaer in Laakdal (Vorst), door Piscador heringericht.

Alle bouwwerken zijn gesitueerd te Leuven, tenzij anders vermeld.
- 1892-1893: Restauratie van de Sint-Gangulfuskerk, Paulatem.
- 1896: Restauratie en uitbreiding van de Sint-Nicolaas- en Sint-Dionysiuskerk, Gotemstraat 54, Borgloon.
- 1897: Neogotische woningen, Frederik Lintsstraat 104 tot 110. Dit waren de eerste door Piscador ontworpen huizen.
- 1898: Neogotische rijwoning, Kapucijnenvoer 26. Gebouwd in samenwerking met Joris Helleputte.
- 1899: Kerk van de Heilige Familie, Boven-Lo, Kessel-Lo.
- 1900: Burgershuizen in eclectische stijl, Dagobertstraat 54-56.
- 1904: Kerk Sint-Martinus te Burcht (Zwijndrecht) - tweede bouwfase en herinrichting.
- 1905-1915: Eclectisch burgershuis, Naamsevest 126.
- 1906: Rijwoning, Geldenaaksevest 120.
- 1910-1921: Sint-Jozefskerk, Dionysius van Leeuwenstraat, Borgloon.
- 1912: Stadswoningen, Bankstraat 105 tot 111.
- 1912-1925: Sint-Geertrui-abdij, Halfmaartstraat. Restauratie.
- 1913: Sint-Jacobskerk, Kruisstraat. Vernieuwing van het maaswerk van het venster in de kruisbeuk.
- 1914: Eclectisch burgershuis, Justus Lipsiusstraat 33. Dit huis werd door Piscador zelf bewoond van 1916 tot 1925.
- 1920: Sancta Maria-instituut, Tiensestraat 66.
- 1920: Voormalige Sint-Pieters Ambachtsschool, Dekenstraat 3.
- 1920-1921: Wederopbouw van burgershuizen, Koning Leopold I-straat 27 tot 31.
- 1921: Burgershuizen, Koning Leopold I-straat 43 tot 47.
- 1922: Eclectisch burgershuis, Tiensevest 144.
- 1922: Neotraditioneel burgershuis, Tiensestraat 31.
- Volksbank. Sedert 1980 is hier de Gemeentelijke Administratie van Leuven gevestigd. Muntstraat 3.
- Hoger Instituut voor Wijsbegeerte en Leo XIII-seminarie. Kardinaal Mercierplein 2, Andreas Vesaliusstraat 2, Tiensestraat 98-100, 114-118. Gebouwd in opdracht van kanunnik Armand Thiéry. Zie de rubriek Biografie hierboven.
- Herinrichting van het eclectisch kasteel Meerlaer, Verboekt 115, Laakdal.
- Eclectische woning, Naamsesteenweg 81.
- Werken aan de Sint-Jan-Baptistkerk, Werchterplein, Werchter.
- Woon- en handelspand (café). Warmoesberg 5-7, Brussel (Vijfhoek).
- Restauratie van de Sint-Pieter-in-Bandenkerk, Markt, Halen.
- Domein Het Puthof, Aarschotsesteenweg 223 tot 227, Wilsele. Buitenverblijf van architect Piscador, door hem zelf ontworpen, gebouwd en bewoond.

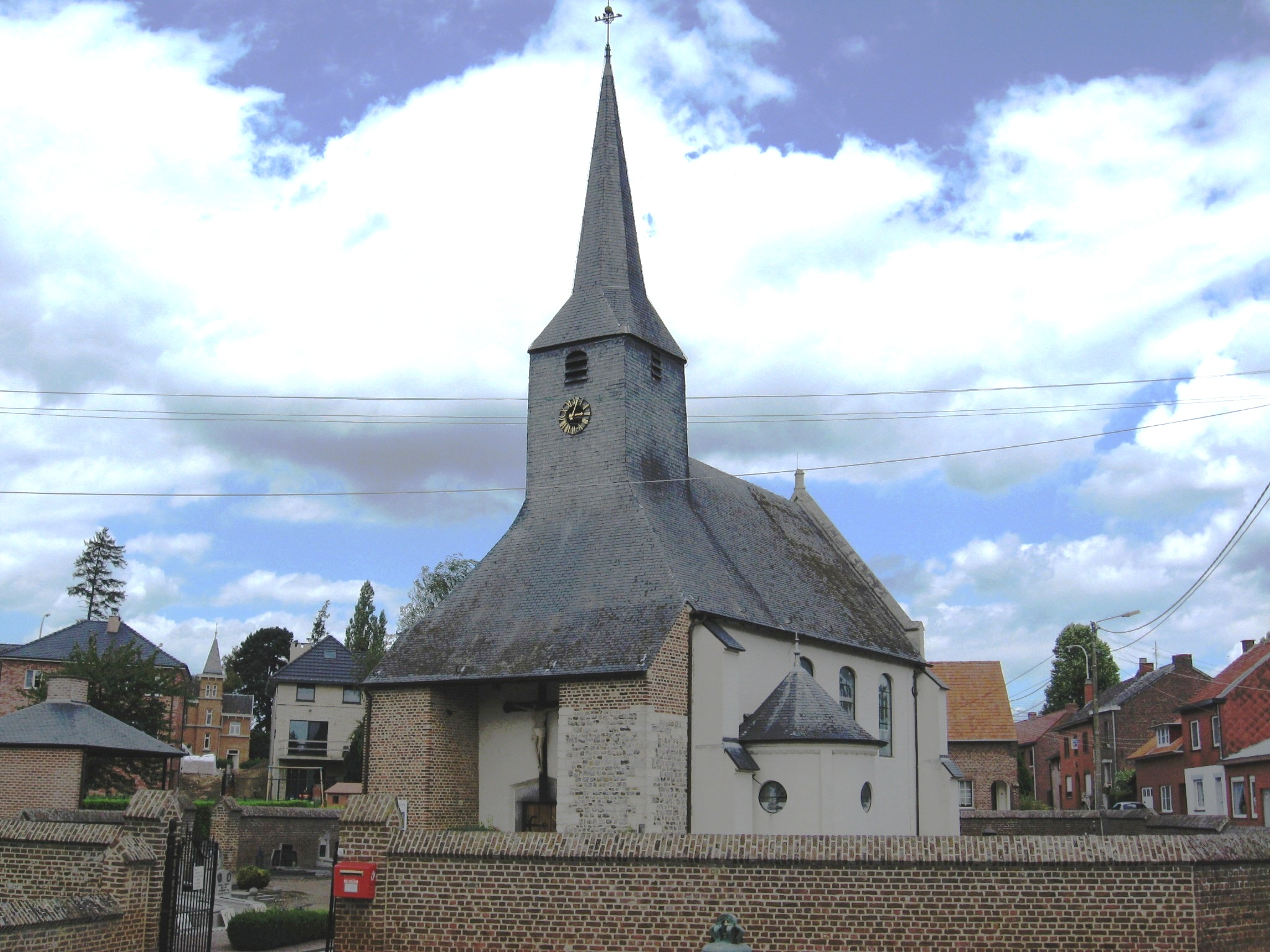
Sint-Dionysius en Sint-Niklaaskerk te Gotem (Borgloon).
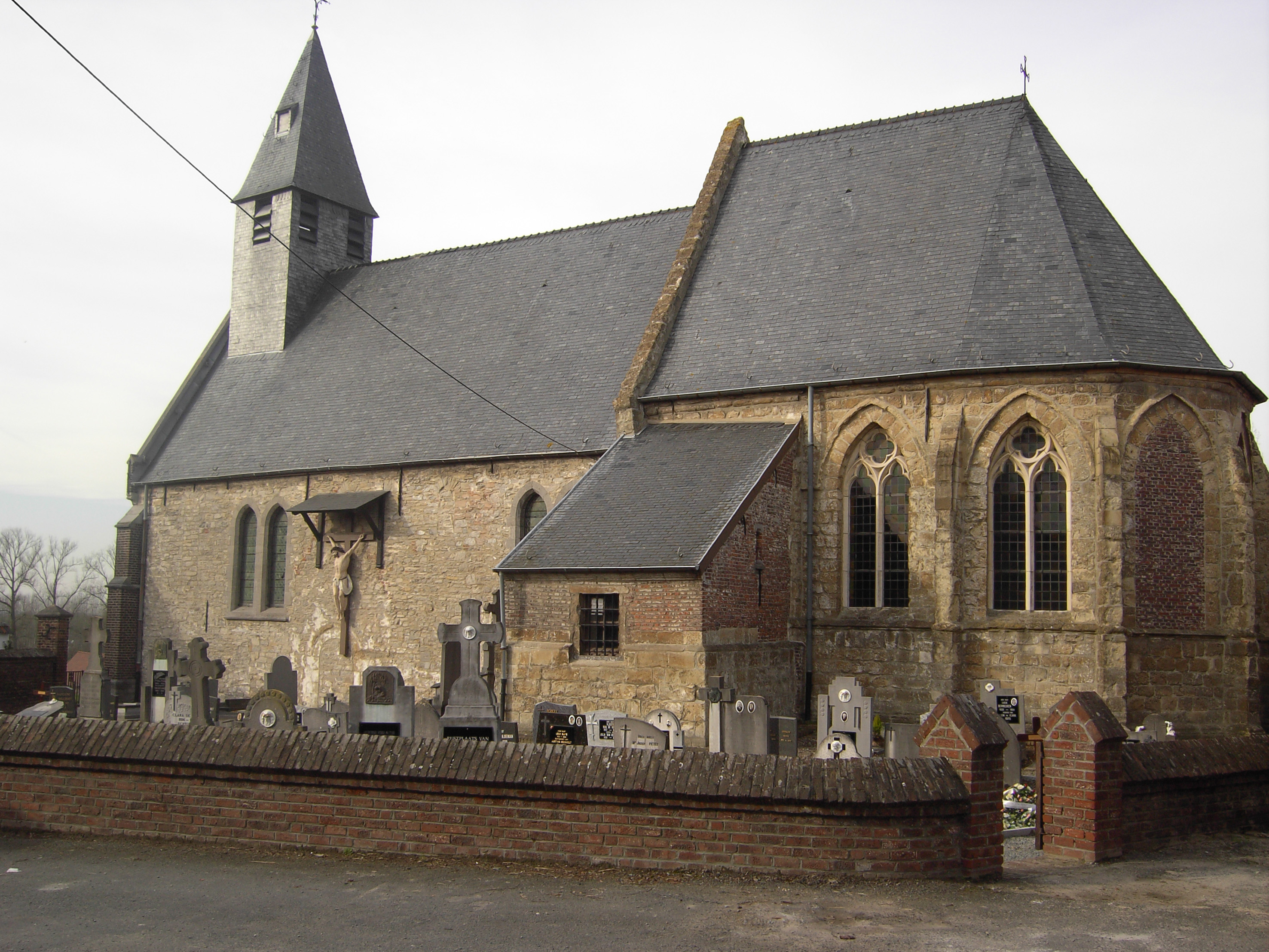
Sint-Gangulfuskerk te Paulatem.
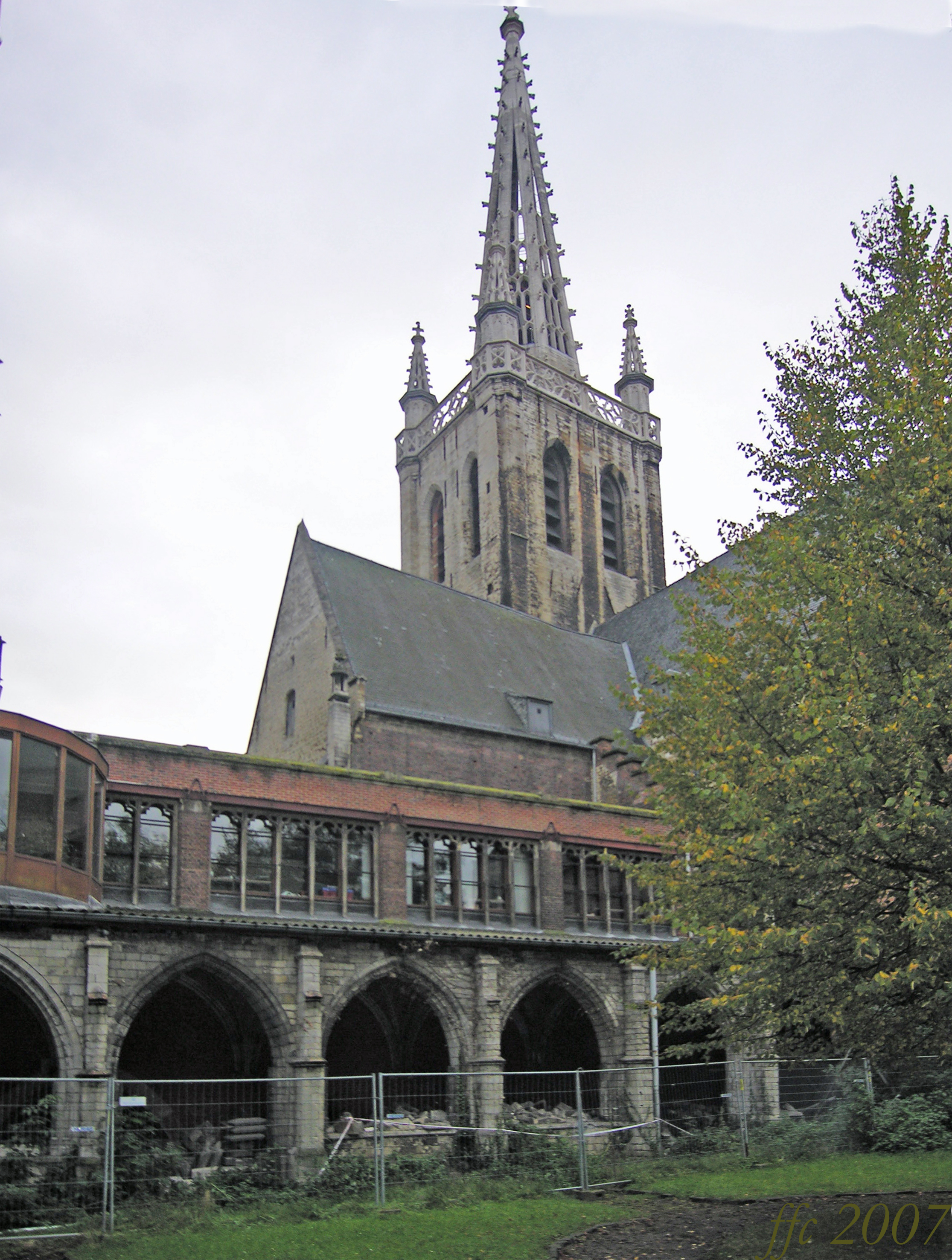
Kerk van de Sint-Geertrui-abdij te Leuven.
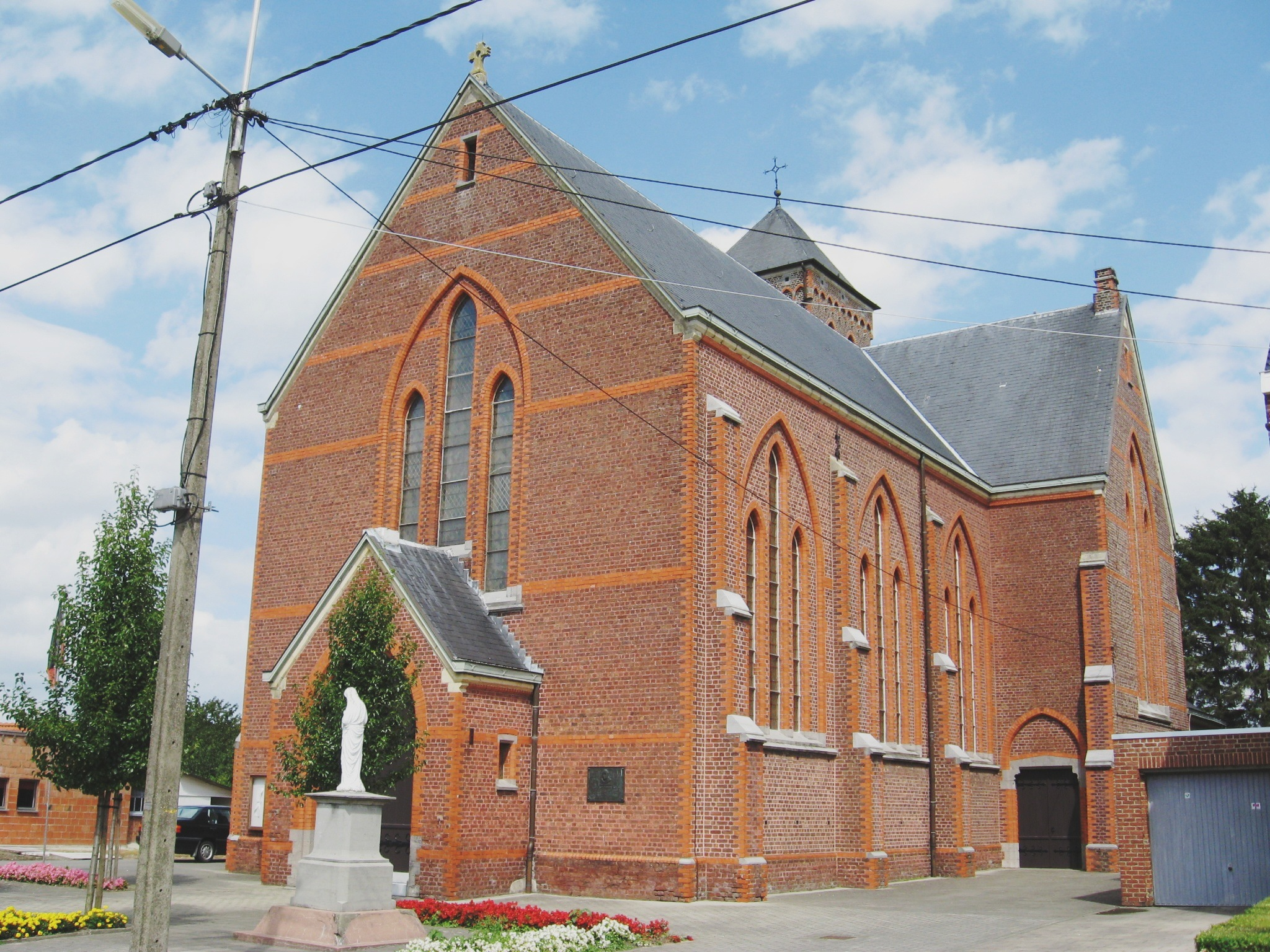
Sint-Jozefskerk te Borgloon.
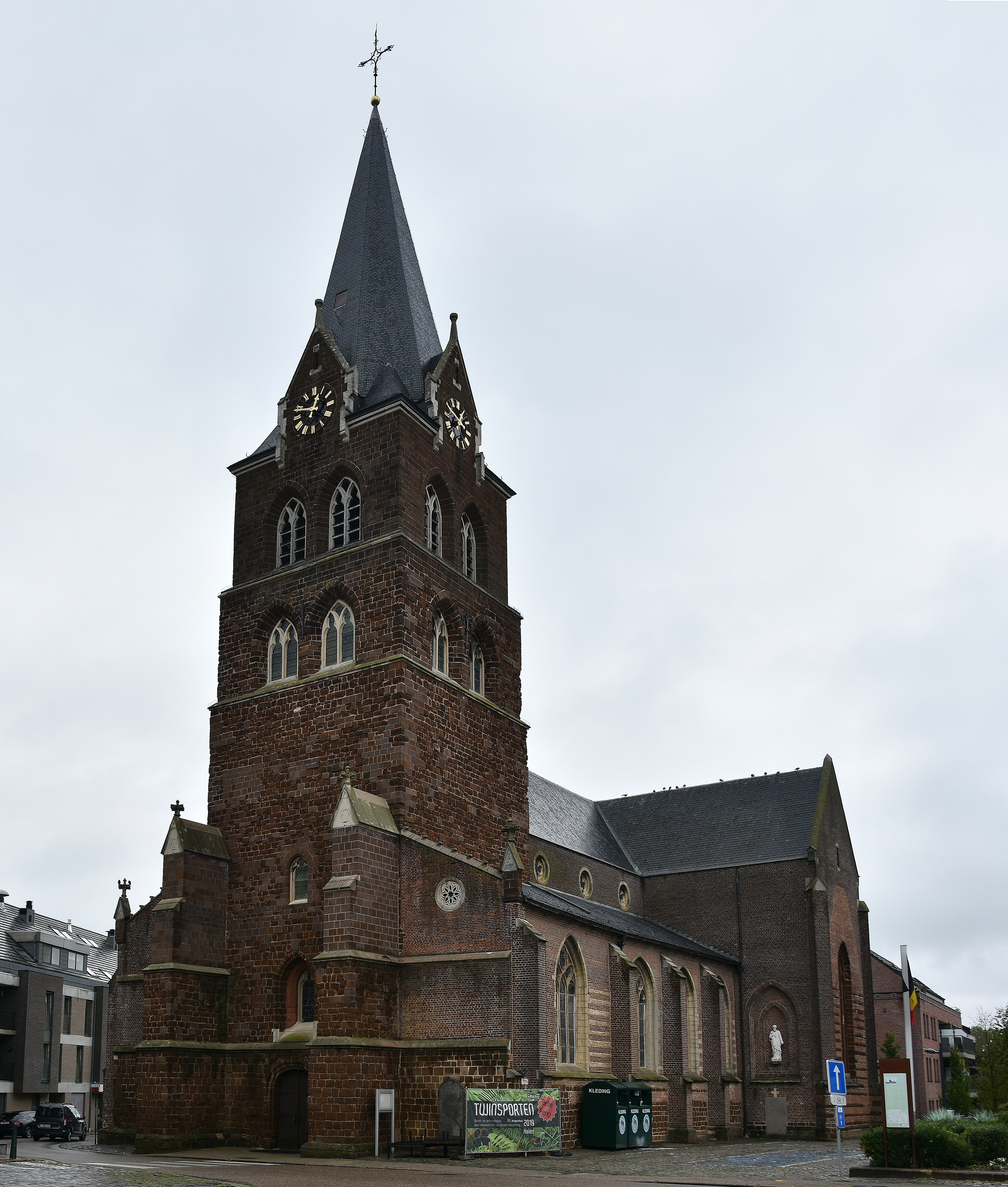
Sint-Pieter-in-Bandenkerk te Halen.